# Olga Savchuk
Olga Savchuk (Makeevka, 20 de Setembro de 1987) é uma ex-tenista profissional ucraniana, que teve como ranking mais alto o 33º de duplas.

## WTA e WTA 125 Series finais

### Duplas: 5 (3–2)
| Campeã — Legenda (pre/post 2010)             |
| -------------------------------------------- |
| Grand Slam (0–0)                             |
| WTA Tour (0–0)                               |
| Tier I / Premier Mandatory & Premier 5 (0–0) |
| Tier II / Premier (0–0)                      |
| Tier III, IV & V / International (2–2)       |
| WTA 125 series (1–0)                         |

| Posição | N. | Data              | Torneio                                                 | Piso     | Parceira            | Oponente                             | Placar                |
| ------- | -- | ----------------- | ------------------------------------------------------- | -------- | ------------------- | ------------------------------------ | --------------------- |
| Campeã  | 1. | 5 Outubro 2008    | Tashkent Open,Tashkent, Uzbequistão                     | Duro     | Raluca Olaru        | Nina Bratchikova Kathrin Wörle       | 5–7, 7–5, [10–7]      |
| Vice    | 1. | 21 Fevereiro 2010 | Copa Sony Ericsson Colsanitas, Bogotá, Colômbia         | Saibro   | Anastasiya Yakimova | Gisela Dulko Edina Gallovits-Hall    | 2–6, 6–7(6–8)         |
| Campeã  | 2. | 13 Abril 2014     | BNP Paribas Katowice Open, Katowice, Polônia            | Duro (i) | Yuliya Beygelzimer  | Klára Koukalová Monica Niculescu     | 6–4, 5–7, [10–7]      |
| Campeã  | 3. | 2 Novembro 2014   | Ningbo International Women's Tennis Open, Ningbo, China | Duro     | Arina Rodionova     | Han Xinyun Zhang Kailin              | 4-6, 7-6(7-2), [10-6] |
| Vice    | 2. | 8 Março 2015      | BMW Malaysian Open, Kuala Lumpur, Malásia               | Duro     | Yuliya Beygelzimer  | Liang Chen Wang Yafan                | 6–4, 3–6, [4–10]      |
| Vice    | 3. | 19 Julho 2015     | Swedish Open, Båstad, Suécia                            | Saibro   | Tatjana Maria       | Kiki Bertens Johanna Larsson         | 5–7, 4–6              |
| Vice    | 4. | 2 Agosto 2015     | Baku Cup, Baku, Azerbaijão                              | Duro     | Vitalia Diatchenko  | Margarita Gasparyan Alexandra Panova | 3–6, 5–7              |